# Школа архітектури та дизайну в Осло
Школа архітектури та дизайну в Осло (норв. Arkitektur- og designhøgskolen in Oslo) є автономним закладом в рамках норвезької університетської системи. Школа пропонує унікальну наукову освіту з сильним міжнародним статусом у сферах архітектури, урбанізму, дизайну та ландшафтної архітектури. На даний час у Школі є три магістерських програми: архітектура, дизайн та ландшафтна архітектура. Школа також пропонує післяпрофесійні курси з урбанізму та архітектурної охорони. 

### Історія
Школа була відкрита в 1945 році, відразу після закінчення Другої Світової війни. Її основним завданням була допомога студентам, які не змогли закінчити навчальний заклад через війну. Спеціалізувалася вона на архітектурі, звідки і з'явилася її стара назва (Школа архітектури в Осло). З 2005 р вона стала називатися Oslo School of Architecture and Design, так як ще в 1996 р в її складу увійшов Інститут дизайну.
У 2001 році школа переїхала на нові об'єкти у Вулкані, відновленій промисловій зоні біля річки Акер, у центральній, інноваційній, творчій і культурній частині міста. Школа розташована поруч із Національною академією мистецтв Осло та нещодавно відкритою Харчовою кухнею. 

### Освітній підхід
Незважаючи на широку загальносвітову популярність і участь в програмі Erasmus, цей виш не змінив свою систему навчання. На думку його керівництва, архітектор, містобудівник, висококласний дизайнер повинні мати повну освіту, тобто ступінь магістра, а не тільки закінчити бакалаврат. Тому в Школі існує тільки магістратура та аспірантура. Навчання триває 4-5 років, причому 4 курс викладається англійською мовою. Так що абітурієнти з країн СНД повинні бути готові до того, що від них потрібно знання не тільки норвезької, а й англійської мови.
Для людей, які мають профільну освіту на рівні бакалавра, існує можливість надходження в Школу архітектури та дизайну в Осло відразу на 4-й курс, головне, щоб обсяг і кількість вивчених дисциплін відповідали вимогам даного ВНЗ Норвегії.
Освіта, що отримується в Школі, є вищою професійною освітою. Навчання в студіях і акцент на проектні роботи є важливими характеристиками. Навчання архітектурі базується на академічній моделі, де навчання за малювальною дошкою і вивчення предметів за допомогою більших проектів є центральним. Навчання з промислового дизайну більшою мірою пов'язане з вивченням різних дисциплін і базується на політехнічній моделі.
З осені 2002 року навчання архітектурі з присвоєнням ступеня магістра розраховане на 5,5 років. Освітня програма поєднує загальноосвітні курси і професійний аспект, зі збереженням концепції проектно-орієнтованого навчання.
Навчання по промисловому дизайні з присвоєнням ступеня магістра розраховане на 5 років. Освітня програма поєднує високу професійну орієнтацію з високим ступенем теоретичної глибини і контекстуальних розумінням соціальної і культурної основ.
Серед невеликої кількості студентів більш 25% є іноземцями. 50% викладачів також відноситься до гостей Норвегії. Безумовно, Школа архітектури може прийняти набагато більшу кількість норвезьких та іноземних студентів, але свідомо не робить цього. Її ректорат вважає, що вона не належить до технічних ВНЗ, а є центром мистецтва і творчості в галузі архітектури, ландшафтного планування, містобудування та дизайну. Так як мистецтву не можна навчитися, а треба мати талант, то і обдарованих в даній області людей не може бути багато.